# Особиста зброя (фільм)
«Особиста зброя» («Личное оружие») — радянський художній фільм 1991 року, знятий режисером Анатолієм Буковським на студії «Союзтелефільм» і Кіностудії ім. О. Довженка.

## Сюжет
У провінційному містечку Лиманську сталося вбивство пересічного міліціонера. З метою розслідування злочину з Москви приїжджає капітан міліції Любов Віртанен, поява якої насторожує керівництво Лиманська.

## У ролях
- Лідія Єжевська — Любов Карлівна Віртанен, капітан міліції
- Андрій Градов — Фелікс Миколайович Ніколаєв, підполковник міліції
- Ніна Антонова — Наталія Валер'янівна Разінська, голова облвиконкому
- Станіслав Молганов — Валентин Гуляєв, директор радгоспу
- Наталія Наум — Парасковія Павлівна Нечитайло, прокурор
- Ірина Мельник — Надія Василівна Іванцова, вдова вбитого міліціонера
- Микола Шутько — Семен Федорович Шатурко, заступник начальника УВС
- Анатолій Барчук — Панкратов, генерал міліції
- Микола Олійник — Хрісанфов, майор міліції
- Геннадій Болотов — Осипенко, генерал міліції
- Андрій Подубінський — В'ячеслав Іванович Биков, полковник міліції
- Сергій Подгорний — Сергій Сиволодський, капітан міліції
- Тарас Денисенко — Сергєєв, матрос
- Євген Пашин — Євген Михайлович Кашин, лейтенант міліції
- Остап Ступка — Симонов
- Ганна Ніколаєва — бібліотекар
- Анатолій Пашнін — епізод
- Юрій Мисенков — лікар
- Олександр Бєліна — лікар швидкої допомоги
- Віра Саранова — секретар Разінської
- Олександр Агєєнков — епізод
- Тетяна Антонова — сусідка Іванцової
- Тетяна Слобідська — епізод
- Валентина Масенко — Рита, продавець у кондитерському відділі
- Наталія Плахотнюк — епізод
- Тарас Кірейко — пасажир літака
- Т. Ізмайлова — епізод
- Володимир Ямненко — епізод
- Ніна Кобеляцька — стюардеса
- Олександр Костильов — епізод
- Вадим Терентьєв — Іван Іванович, криміналіст
- Андрій Баса — міліціонер, криміналіст
- Сергій Губенко — епізод
- М. Зарицький — епізод
- Сергій Петряєв — епізод
- А. Сей — епізод
- А. Щиглик — епізод
- Віктор Мельник — епізод
- Олег Мельник — епізод
- І. Ігнатенко — епізод
- Лідія Константинова — епізод
- Володимир Мельник — епізод
- Валерій Савченко — епізод

## Знімальна група
- Режисер — Анатолій Буковський
- Сценаристи — Лариса Захарова, Володимир Сіренко, Анатолій Буковський
- Оператор — Вадим Верещак
- Композитор — Ігор Нестеренко
- Художник — Анатолій Добролежа